# Пранав Ананд
Пранав Ананд (англ. Pranav Anand; род. 3 ноября 2006, Тируччираппалли, Тамилнад) — индийский шахматист, гроссмейстер (2022).

## Карьера
Начал играть в шахматы в 6 лет. Сначала занимался с родственниками и знакомыми, позже его тренировали Борис Аврух, Константин Ланда, Раджа Рависекхар и другие.
В 2015 году выиграл чемпионат Карнатаки до 9 лет, в 2016 году выиграл чемпионат до 11 лет, будучи самым высокорейтинговым шахматистом.
Первые 2 нормы гроссмейстера выполнил на турнирах Sitges Open в январе и Vezerkepso GM Round Robin в марте 2022 года.
В 2022 году выиграл чемпионат мира до 16 лет. Во время соревнования преодолел рейтинг 2500 и стал гроссмейстером. Также одержал победу на шахматном фестивале в Гронингене.
В июле 2023 года выиграл турнир по рапиду в рамках Биль 2023 с результатом 8 из 9.
В сентябре 2023 года лидировал на чемпионате мира среди юниоров, в итоге занял 10-е место.

## Стиль игры
Пранав обладает стратегическим стилем игры, также в процессе обучения шахматам улучшал тактические навыки.